# Кадемпіно
Кадемпіно (італ. Cadempino) — громада  в Швейцарії в кантоні Тічино, округ Лугано.

## Географія
Громада розташована на відстані близько 155 км на південний схід від Берна, 20 км на південь від Беллінцони.
Кадемпіно має площу 0,8 км², з яких на 68,8% дозволяється будівництво (житлове та будівництво доріг), 3,9% використовуються в сільськогосподарських цілях, 26% зайнято лісами, 1,3% не є продуктивними (річки, льодовики або гори).

## Демографія
2019 року в громаді мешкало 1536 осіб (+7% порівняно з 2010 роком), іноземців було 29,4%. Густота населення становила 2021 осіб/км².
За віковим діапазоном населення розподілялося таким чином: 18,6% — особи молодші 20 років, 63,7% — особи у віці 20—64 років, 17,8% — особи у віці 65 років та старші. Було 623 помешкань (у середньому 2,5 особи в помешканні).